# Траффорд Лі-Меллорі
Траффорд Лі-Меллорі (англ. Trafford Leigh-Mallory; нар. 11 липня 1892, Мобберлі, Чешир — пом. 14 листопада 1944, Франція) — британський воєначальник, головний маршал Повітряних сил Великої Британії (1944). Учасник Першої та Другої світових війн.
Розпочав військову службу другим лейтенантом піхоти на Західному фронті з початком Великої війни. Згодом перевівся до Королівського льотного корпусу, був пілотом та командиром ескадрильї винищувачів. За часів Другої світової війни командував різнорідними підрозділами військової авіації Британії, у тому числі Винищувальним командуванням. З підготовкою до вторгнення союзників до Європи очолив усі повітряні сили експедиційних союзних військ.
14 листопада 1944 року з отриманням призначення на посаду командувача ПС Великої Британії на Далекому Сході під час перельоту на транспортному літаку «Йорк» загинув разом з дружиною у Французьких Альпах у наслідок зіткнення з горою. Т.Лі-Меллорі став найвищим воєначальником Повітряних сил Великої Британії, що загинули в роки війни.

## Біографія
Військова кар'єра
- 3 жовтня 1914 — другий лейтенант
- 21 червня 1915 — лейтенант
- 14 травня 1916 — капітан

---
- 1 серпня 1919 — майор/сквадрон-лідер
- 1 січня 1925 — вінг-командер
- 1 січня 1932 — груп-кептен
- 1 січня 1936 — комодор повітряних сил
- 1 листопада 1938 — віце-маршал повітряних сил
- 13 липня 1942 — маршал повітряних сил
- 1 січня 1944 — головний маршал повітряних сил

### Ранні роки
Траффорд Лі-Меллорі народився 11 липня 1892 року в Мобберлі, Чешир у родині Герберта Лі Меллорі (1856—1943), парафіяльного священика, який у 1914 році змінив прізвище на Лі-Меллорі. Старшим братом Траффорда був Джордж, у майбутньому знаменитий альпініст та один з перших людей, який здійснив спробу сходження на Джомолунгму. Траффорд здобув освіту у Коледжі Магдалини Кембриджського університету, ставши бакалавром права.
В літературному клубі при коледжі Т.Лі-Меллорі познайомився з Артуром Теддером, майбутнім маршалом Королівських повітряних сил.
1915 Траффорд одружився з Доріс Сойєр (англ. Doris Sawyer), з якою мали двох дітей.

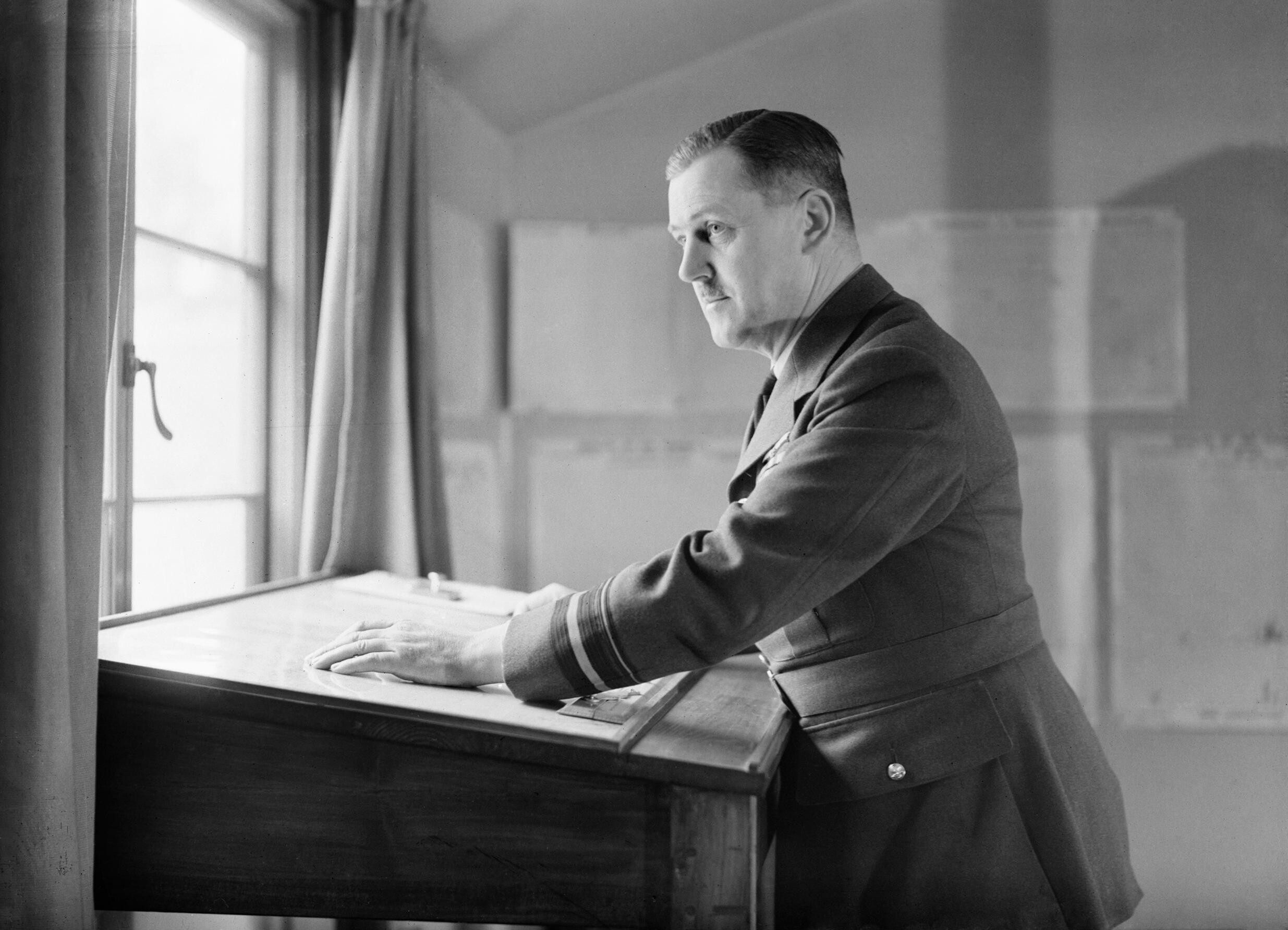
Командир 11-ї авіагрупи віце-маршал повітряних сил Т.Лі-Меллорі у своєму кабінеті. Аксбрідж. Лондон

### Перша світова війна
З початком Першої світової війни Т.Лі-Меллорі відразу записався добровольцем до британської армії й був прийнятий рядовим до Королівського ліверпульського полку Територіальних сил країни. 3 жовтня 1914 року він отримав звання другого лейтенанта та по завершенні курсів підготовки переведений до Ланкаширських фузилерів. Весною 1915 року молодий офіцер був відряджений з підрозділом до Франції, й невдовзі прийнятий до лав Південно-ланкаширського полку з яким брав участь у боях на Західному фронті. В битві за Іпр дістав поранення. 21 червня 1915 року став лейтенантом армії.
У січні 1916 року після одужання від поранень, Лі-Меллорі запросився до Королівського льотного корпусу та був прийнятий на курси підготовки пілотів. 7 липня 1916 року, закінчивши навчання, йому присвоєно звання лейтенанта військової авіації та призначено до 7-ї ескадрильї. Діяв на фронті, виконував завдання з бомбардування, повітряної розвідки та фотографування позицій противника. Брав участь у битві на Соммі.
У листопаді 1917 року став командиром 8-ї ескадрильї, продовжував діяти на фронті у боях під Камбре, забезпечував взаємодію між сухопутними військами та авіацією, коригував дії танкових військ і артилерії. На час завершення воєнних дій був удостоєний орденом «За заслуги» й відзначений у наказах.

### Інтербелум
У післявоєнні роки молодий офіцер планував повернутися до мирного життя та продовжити кар'єру професійного юриста, однак через мізерні перспективи побудувати кар'єру він врешті-решт залишився в лавах Королівського льотного корпусу й продовжив військову службу. 1 серпня 1919 року йому присвоїли звання майор, а того ж дня звання перейменували на сквадрон-лідер.
1 січня 1925 року Т.Лі-Меллорі був підвищений у вінг-командери та продовжив навчання у Штабному коледжі Королівських ПС, після завершення якого дістав посаду керівника навчального закладу з підготовки взаємодії з британською армією, а в 1930 році поступив до Штабного коледжу в Камберлі. З часом Лі-Меллорі перетворився на визнаного експерта в галузі організації взаємодії на полі бою між усіма родами військ армії та Повітряних сил.
1 січня 1932 року він отримав звання груп-кептен і посаду в Повітряному міністерстві Британії. Згодом здобув вищу військову освіту в Імперському коледжі оборони. 1935 відправлений командувати королівською авіацією до Іраку, на цій посаді підвищений у комодори. У грудні 1937 року після повернення до Британських островів став командиром 12-ї авіаційної групи Винищувального командування.

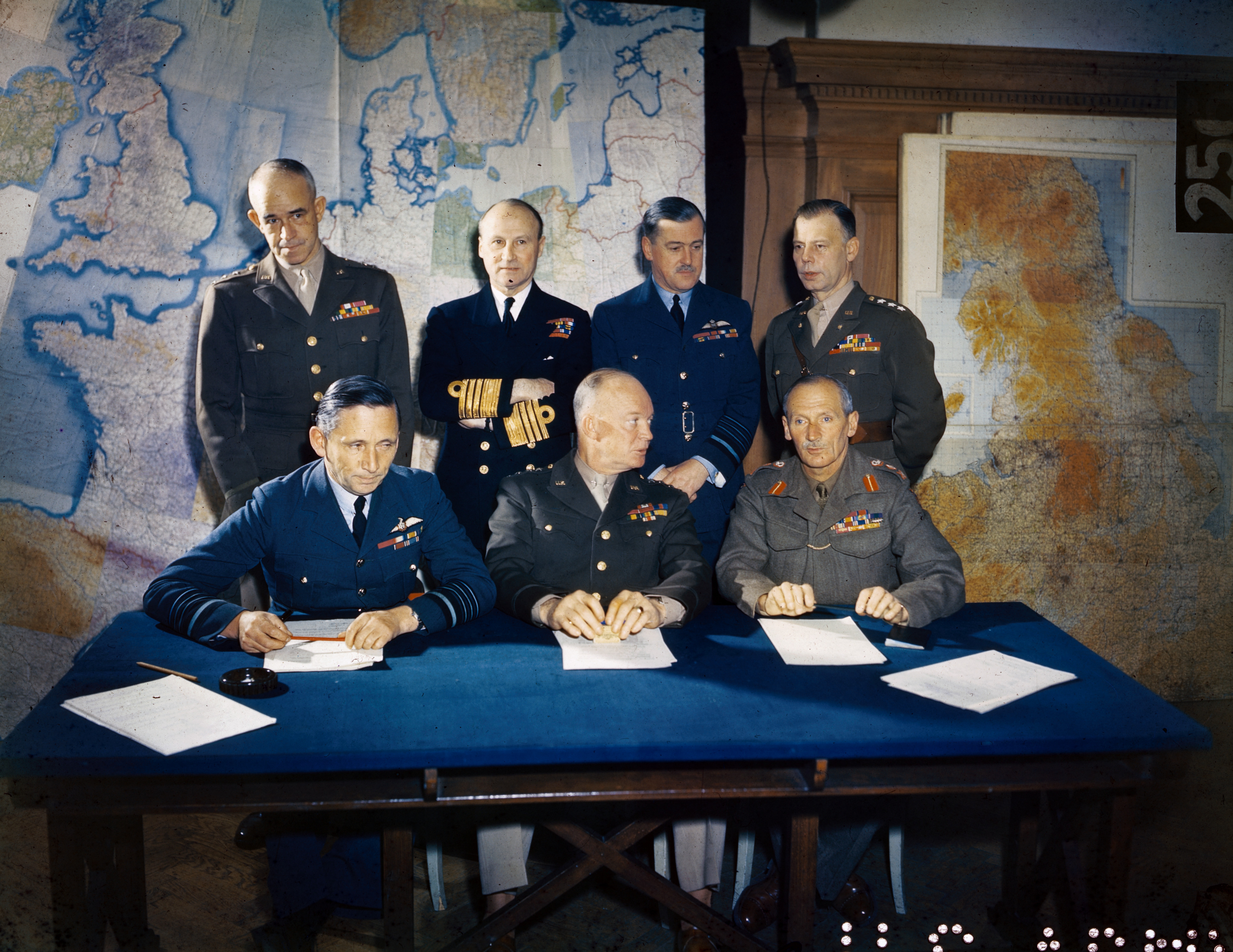
Робоча нарада Верховного командування союзних експедиційних військ. 1 лютого 1944 року. Сидять: зліва направо: заступник Верховного головнокомандувача союзними експедиційними силами в Європі маршал Королівських повітряних сил А.Теддер; Верховний головнокомандувач Союзними експедиційними силами в Європі генерал Д.Ейзенхауер; командувач 21-ї групи армій фельдмаршал Б.Монтгомері. Стоять: командувач 1-ї американської армії генерал-лейтенант О.Бредлі; командувач ВМС сил вторгнення адмірал Б.Рамсей; Командувач ПС сил вторгнення Т.Лі-Меллорі; начальник штабу Верховного командування генерал-лейтенант В.Сміт

### Друга світова війна
На час початку світового конфлікту віце-маршал повітряних сил Т.Лі-Меллорі командував своєю групою. З перших днів повітряних боїв у битві за Британію його підрозділи брали найактивнішу участь.
У ці часи Лі-Меллорі став відомим серед військових Королівських повітряних сил через свій конфлікт з командиром 11-ї авіаційної групи віце-маршалом повітряних сил К. Парком та своїм безпосереднім начальником командувачем Винищувального командування маршалом Г'ю Даудінгом. Ще з моменту вступу у посаду командира 12-ї винищувальної групи у 1937 році Траффорд Лі-Меллорі висунув ідеї, що з 41 ескадрильї винищувачів 29 мають бути передані йому в підпорядкування та зосереджені в центральній Британії. Він настоював на тактиці дій, що ці сили створюватимуть потужний ударний резерв винищувальної авіації, яким можна здійснювати маневр по всій зоні відповідальності Винищувального командування в разі загрози з будь-якого напрямку.
Ідеї молодого генерала керівництво не підтримувало, а з початком битви за Британії конфлікт різко загострився. К.Парк, який відповідав на південно-східний повітряний простір Англії, зокрема Лондон, звинувачував Лі-Меллорі в тому, що льотчики його 12-ї авіагрупи мало роблять для того, щоб захистити від ударів Люфтваффе аеродроми 11-ї групи ПС, котрі дислокуються поблизу південного узбережжя острову. Лі-Меллорі тим часом продовжував настоювати на створенні великого винищувального формування, так званого «Великого крила» (англ. Big Wing), для полювання на бомбардувальні підрозділи німців під час їхньої атаки на британські міста.
Протистояння між офіцерами набуло критичного загострення, доки новий начальник штабу Повітряних сил головний маршал Чарльз Портал не погодився з доводами Т. Лі-Меллорі та не відсторонив (не без допомоги Т. Лі-Меллорі) командувача Винищувального командування маршала Г.Даудінга та командира 11-ї авіагрупи К. Парка зі своїх посад. У грудні 1940 року Лі-Меллорі замість Парка очолив 11-ту авіагрупу.
У листопаді 1942 року Траффорд Лі-Меллорі був призначений на посаду командувача Винищувального командування і 1 грудня отримав тимчасове звання маршала повітряних сил. Поступово союзники здобували одну перемогу за одною й незабаром виникло питання про об'єднання усіх повітряних компонентів від збройних сил союзних країн під проводом одного лідера, який мав керувати всіма авіаційними силами разом з метою організованої підготовки до вторгнення до Європи. Ані А. Теддер, ані А. Гарріс, ані К. Спаатс не палали бажанням поділяти свою владу з кимось ще, але після довгих спорів усі сторони погодилися з тим, що Т.Лі-Меллорі найкраще підходить на цю роль. У листопаді 1943 року у зв'язку з підготовкою до вторгнення союзників до Європи він очолив усі повітряні сили експедиційних союзних військ.

### Загибель
16 серпня 1944 року, коли битва в Нормандії підходила до логічного завершення, Лі-Меллорі був визначений на прийом посади командувача повітряними силами у Південно-східній Азії.
14 листопада під час подорожі повітрям до Бірми головний маршал Траффорд Лі-Меллорі загинув разом з дружиною у наслідок авіаційної катастрофи транспортного літака «Йорк» у Французьких Альпах. Комісія з розслідування обставин загибелі з'ясувала, що головним чинником авіакатастрофи стала погана погода, коли в умовах обмеженої видимості літак урізався в гору.
Т.Лі-Меллорі, його дружина та ще десять осіб були поховані на цвинтарі поблизу Аллемона.